# Rumikiru
Genre
Rumikiru est un genre de scorpions de la famille des Bothriuridae.

## Distribution
Les espèces de ce genre sont endémiques du Chili.

## Liste des espèces
Selon The Scorpion Files (18/04/2020) :
- Rumikiru atacama Ojanguren-Affilastro, Mattoni, Ochoa & Prendini, 2012
- Rumikiru lourencoi (Ojanguren-Affilastro, 2003)

## Publication originale
- Ojanguren-Affilastro, Mattoni, Ochoa & Prendini, 2012 : Rumikiru, n. gen. (Scorpiones: Bothriuridae), a new scorpion genus from the Atacama Desert. American Museum Novitates, no 3731, p. 1-43 (texte intégral).